# Grachan Moncur III
Grachan Moncur III (3. června 1937 New York – 3. června 2022 Newark) byl americký jazzový pozounista.

## Život
Pocházel z hudební rodiny; jeho otec byl jazzový kontrabasista Grachan Moncur II. On sám nejprve začal hrát na violoncello, když mu bylo devět, a o dva roky později přešel k pozounu. Svou profesionální kariéru zahájil roku 1959; právě toho roku nastoupil do skupiny Raye Charlese, kterou opustil v roce 1962. Během své kariéry nahrál několik alb jako leader a spolupracoval s mnoha hudebníky, mezi které patří například Alan Silva, Herbie Hancock, Archie Shepp, Khan Jamal, Andrew Cyrille nebo Wayne Shorter.